# Meliponicultura

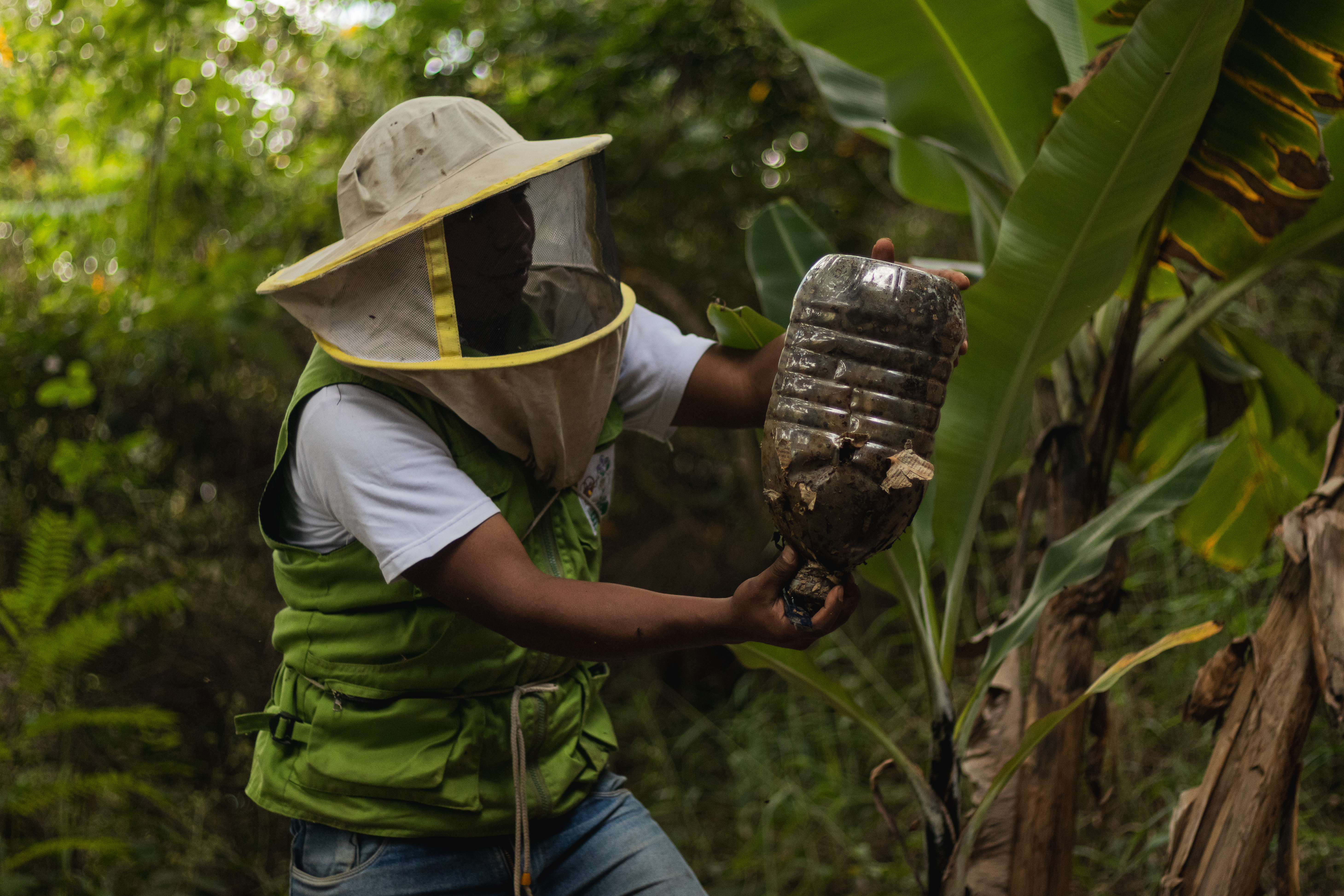
Traslado de abejas melíponas en Bolivia

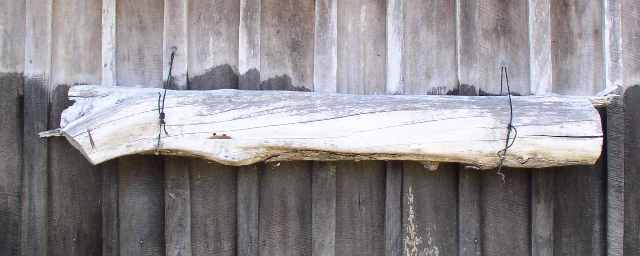
Colmena de abejas meliponas.

La meliponicultura es la crianza de las abejas meliponas o abejas sin aguijón (tribu Meliponini). Tan sólo en caso de que se críen abejas del género Apis se denomina apicultura. La meliponicultura es una actividad creciente en la medida que investigadores recientemente describen el ciclo de vida de otras especies de abejas sin aguijón. 
La meliponicultura no es, como la apicultura, una práctica donde las abejas utilizadas pertenezcan a una o dos especies. En la meliponicultura se utilizan en la producción a cientos de especies diferentes; este es el motivo de la diversidad tanto en colmenas como metodologías. Podríamos decir que los meliponicultores de cada región tropical o subtropical adecuan sus prácticas de producción a la especie de abeja que manejan, motivo por el cual hay menos homogeneidad en los métodos.
La extracción de la miel difiere de la que se da en la apicultura, que trabaja siempre con panales. Como en la meliponicultura las abejas acopian la miel en ánforas, éstas han de ser obligatoriamente rotas o trituradas para extraer el producto.
La práctica está muy extendida en los países tropicales, especialmente en Mesoamérica, Centroamérica y Brasil, donde los aborígenes las cultivaron por miles de años (mayas, nahuas y otros grupos amerindios).
La meliponicultura no sólo es interesante para la producción de miel o cera. Estas abejas tienen potencial como polinizadores naturales entre otros muchos aspectos.